# Sophona pedipennula
Sophona pedipennula is een vlinder uit de familie wespvlinders (Sesiidae), onderfamilie Tinthiinae.
Sophona pedipennula is voor het eerst wetenschappelijk beschreven door Kallies & Riefenstahl in 1999. De soort komt voor in het Neotropisch gebied.